# Carlos Rehermann
Carlos Rehermann (Montevideo, 10 de febrer de 1961) és un novel·lista, dramaturg i arquitecte uruguaià.

## Biografia
Actiu des de l'any 1990. Quatre novel·les publicades i cinc obres de teatre estrenades. Forma part de diverses antologies i participa sovint en els mitjans de premsa uruguaians. Va obtenir el premi Florencio per la seva obra A la guerra en taxi – una biografia del pintor Amedeo Modigliani. La seva obra Basura va ser nominada als premis Florencio, i va obtenir el premi Sols en l'Escenari 2006, atorgat pel Centre Cultural d'Espanya a Montevideo.
Totes les seves obres han estat representades en festivals internacionals (Temporals Internacionals de Teatre de Puerto Montt, Xile 2001, 2002, 2003, 2004, 2005, Festival Internacional de Teatre Unipersonal Uruguai 2006, Biennal de Teatre de Paysandú 2006). El 2008 va rebre el Premi Nacional de Lletres en la categoria Teatre.
Rehermann és també arquitecte, graduat de la Facultat d'Arquitectura de la Universitat de la República de l'Uruguai (UdelaR), però no exerceix la seva professió des del 2000. És l'encarregat de dirigir el programa de ràdio «Tormenta de cerebros» (Radio Uruguay) i el programa «La habitación China» (TV Ciudad, Montevideo).

## Obra

### Llibres publicats

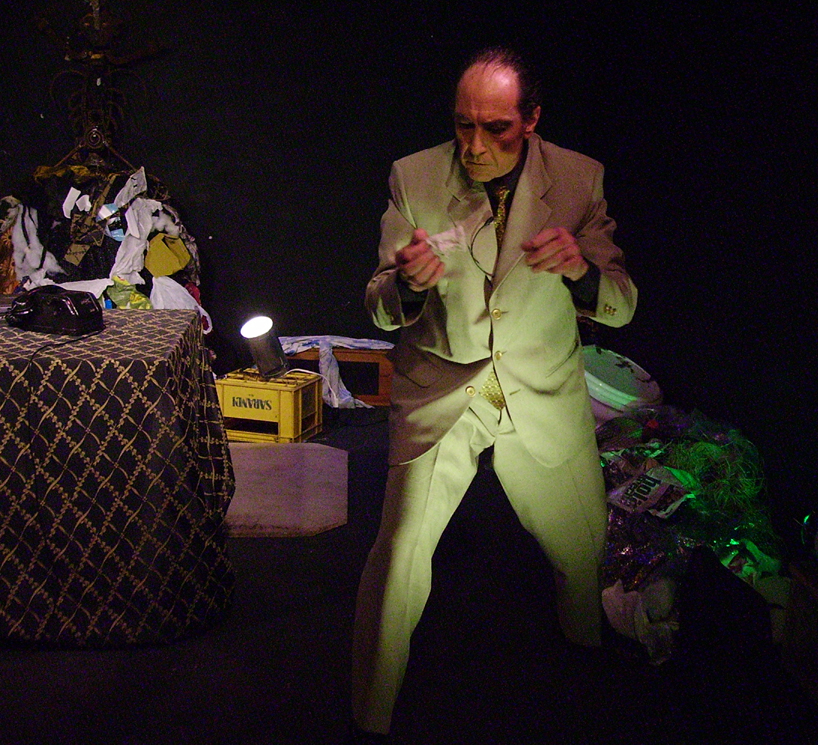
Roberto Foliatti en Basura (2006).

- Los días de la luz deshilachada, 1990, Ed. Signos, Montevideo
- El robo del cero Wharton, 1995, Ed. Trilce, Montevideo
- El canto del pato, 2000, Ed. Planeta, Montevideo
- Prometeo y la jarra de Pandora, 2006, Ed. Artefato, Montevideo
- Basura, Solos en el escenario, 2006, Centre Cultural d'Espanya, Montevideo
- Dodecamerón, 2008, HUM, Montevideo
- Mapa de la muerte en Obras para un personaje, 2009, Centre Cultural d'Espanya, Montevideo
- 180, 2010, HUM, Montevideo[1]

### Teatre
- Congreso de sexología, 1999
- Minotauros, 2000
- A la guerra en taxi, 2002 (Premi Florencio a millor text d'autor nacional, Associació de Crítics teatrals de l'Uruguai, UNESCO)
- Prometeo y la jarra de Pandora, 2005 (Premi Centre Cultural d'Espanya)
- Basura, 2006 (Primer Premi Solos en el escenario, Centre Cultural d'Espanya; nominat a Premi Florencio, millor text d'autor nacional)
- El Examen, 2008 (Premi Nacional de Lletres; Premi de Dramatúrgia COFONTE, 60 anys de Teatre El Galpón.)
- Mapa de la muerte, 2009 (Menció Solos en el escenario II, Centre Cultural d'Espanya)

### Premis
- 1991 Menció durant el Concurs Literari Municipal de Montevideo per Los días de la luz deshilachada.
- 2002 Premi Florencio al millor text teatral d'autor nacional per A la guerra en taxi.
- 2005 Premi Centre Cultural d'Espanya a Prometeo y la jarra de Pandora.
- 2006 Primer Premi Solos en el Escenario (Centre Cultural d'Espanya) a Basura.
- 2006 Nominat al Premi Florencio a millor text d'autor nacional per Basura.
- 2008 Premi Nacional de Lletres per El examen.
- 2008 Primer Premi de dramatúrgia «60 anys de Teatre El Galpón», atorgat per COFONTE, per El examen.
- 2009 Menció Solos en el Escenario II (Centre Cultural d'Espanya) per Mapa de la muerte.
- 2009 Premi Iberesecena pel projecte Recto/Verso.
- 2010 Premi Morosoli de Plata per la seva trajectòria com a dramaturg.